# Rhipidia degradans
Rhipidia degradans là một loài ruồi trong họ Limoniidae. Chúng phân bố ở miền Cổ bắc.